# Patryk Wicher
Patryk Tomasz Wicher (ur. 9 marca 1986 w Nowym Sączu) – polski samorządowiec, polityk i menedżer, poseł na Sejm IX i X kadencji.

## Życiorys
Jest absolwentem politologii i zarządzania w Wyższej Szkole Biznesu – NLU w Nowym Sączu. Ukończył też studia podyplomowe typu MBA in Public Management w zakresie audytu finansów publicznych, a także studia doktoranckie. Pracował jako nauczyciel, a także w rodzinnym przedsiębiorstwie z branży budowlanej; był też rzecznikiem prasowym jednej z uczelni.
W 2005 został członkiem Forum Młodych PiS, dołączył też do Prawa i Sprawiedliwości, objął funkcję przewodniczącego miejskich struktur partii w Nowym Sączu. Należał do inicjatorów prowadzącej działalność społeczną i charytatywną grupy „My Kochamy Nowy Sącz”. W wyborach samorządowych w 2006 bez powodzenia kandydował do rady miejskiej Nowego Sącza. Mandat radnego uzyskał w wyniku wyborów w 2010. W 2014 z powodzeniem ubiegał się o reelekcję.
W 2017 objął stanowisko dyrektora sanatorium MSWiA „Continental” w Krynicy-Zdroju. W wyborach samorządowych w 2018 uzyskał mandat radnego Sejmiku Województwa Małopolskiego. W wyborach parlamentarnych w 2019 uzyskał mandat na posła Sejmu IX kadencji. Startował z 11. pozycji na liście PiS w okręgu nr 14 (Nowy Sącz), otrzymując 10 900 głosów. W wyborach w 2023 z powodzeniem ubiegał się o poselską reelekcję, zdobywając 18 604 głosy.

## Odznaczenia
W 2018 otrzymał Brązowy Krzyż Zasługi.